# Fabian Weinhandl
Fabian Weinhandl (* 3. ledna 1987, Graz, Rakousko) je bývalý rakouský hokejový brankář a reprezentant. Většinu kariéry odchytal v rakouské lize EBEL za Graz 99ers, Vienna Capitals, EC KAC a EC Red Bull Salzburg.

## Kariéra
Weinhandl začínal svojí kariéru v mládežnických výběrech týmu Graz 99ers a v sezóně 2003/04 byl poprvé povolán do role náhradníka k týmu dospělých a to v 17 letech. Poprvé, ale v elitní rakouské lize hrál až 24. září 2006, když po 40 minutách zápasu vystřídal Steva Passmora a během 21 minut chytl 11 střel a pustil jeden gól. Vzhledem k nevyrovnaným výkonům Passmora, přišli do týmu Pavel Nešťák a později Walter Bartolomäus. Weinhandl vychytal 2. března 2007 své první čisté konto v EBEL v zápase proti týmu VSV EC.
Před sezónou 2007/08 se Winhandl odstěhoval do Severní Ameriky, kde hrál v nižší juniorské lize Eastern Junior Hockey League za tým Bay State Breakers, ale tam hrál pouze v pěti zápasech, ve kterých o svých kvalitách nepřesvědčil a po sezóně se vrátil zpět do rakouského Grazu, kde měl plnit roli stabilního záložního brankáře. Průlom v jeho kariéře přišel na začátku sezóny 2009/10, kdy se hned v prvním zápase zranil brankář Sebastien Charpentier a na pozici prvního brankáře týmu jej nahradil právě Weinhandl. I díky dobré obraně byl na čele brankářských statistik a udržel si post jedničky i po návratu Charpentiera. Na pozici prvního brankáře Grazu působil i v sezóně 2010/11. Weinhandl se stal prvním brankářem v historii EBEL, který odchytal všechny zápasy sezóny včetně play-off. Graz vyhrál základní část a obdržel i díky Weinhandlovi nejméně branek. Následující sezóna byla jeho poslední ve Štýrském Hradci, po roce s Vienna Capitals podepsal v dubnu 2013 dvouletou smlouvu s EC KAC. Během druhého ročníku s EC KAC byl na hostování v italském Rittenu Sport, se kterým došel do finále Serie A. Jeho posledním angažmá byla sezóna 2015/16 v dresu EC Red Bull Salzburg.

## Úspěchy

### Týmové úspěchy
- Stříbrná medaile na Mistrovství světa juniorů 2007, divize I, skupina B
- Stříbrná medaile na Mistrovství světa 2012, divize I, skupina A

## Statistiky

### Klubové statistiky

#### Základní část
| Sezóna        | Tým                  | Liga          | Z   | V   | P  | R  | MIN   | OG  | POG  | ChS  | %ChS  | ČK | G | A | TM |
| ------------- | -------------------- | ------------- | --- | --- | -- | -- | ----- | --- | ---- | ---- | ----- | -- | - | - | -- |
| 2003/04       | Graz 99ers           | EBEL          | 0   | 0   | 0  | 0  | 0     | 0   | 0,00 | 0    | 0,00  | 0  | 0 | 0 | 0  |
| 2005/06       | Graz 99ers           | EBEL          | 0   | 0   | 0  | 0  | 0     | 0   | 0,00 | 0    | 0,00  | 0  | 0 | 0 | 0  |
| 2006/07       | Graz 99ers           | EBEL          | 12  | 2   | 8  | 0  | 601   | 50  | 4,99 | 313  | 86,23 | 1  | 0 | 0 | 0  |
| 2007/08       | Bay State Breakers   | EJHL          | 5   | 0   | 3  | 1  | 209   | 17  | 4,88 | 93   | 84,55 | 0  | 0 | 0 | 0  |
| 2008/09       | Graz 99ers           | EBEL          | 11  | 2   | 5  | 1  | 568   | 30  | 3,17 | 248  | 89,21 | 1  | 0 | 0 | 0  |
| 2009/10       | Graz 99ers           | EBEL          | 39  | 25  | 8  | 4  | 2303  | 92  | 2,40 | 1043 | 91,89 | 3  | 0 | 1 | 2  |
| 2010/11       | Graz 99ers           | EBEL          | 54  | 27  | 23 | 4  | 3252  | 150 | 2,77 | 1475 | 90,77 | 3  | 0 | 1 | 4  |
| 2011/12       | Graz 99ers           | EBEL          | 32  | 13  | 17 | 2  | 1909  | 96  | 3,02 | 955  | 90,87 | 2  | 0 | 0 | 2  |
| 2012/13       | Vienna Capitals      | EBEL          | 23  | 14  | 7  | 2  | 1387  | 51  | 2,21 | 613  | 92,32 | 3  | 0 | 0 | 0  |
| 2013/14       | EC KAC               | EBEL          | 20  | 8   | 9  | 0  | 1124  | 59  | 3,15 | 526  | 89,91 | 1  | 0 | 0 | 0  |
| 2014/15       | Ritten Sport         | Serie A       | 10  | 6   | 4  | 0  | 618   | 12  | 1,16 | 241  | 95,25 | 3  | 0 | 0 | 0  |
| 2015/16       | EC Red Bull Salzburg | EBEL          | 13  | 9   | 4  | 0  | 701   | 31  | 2,65 | 275  | 89,86 | 0  | 0 | 0 | 0  |
| Celkem v EBEL | Celkem v EBEL        | Celkem v EBEL | 204 | 100 | 81 | 13 | 11845 | 559 | 3,05 | 5448 | 90,13 | 14 | 0 | 2 | 8  |

#### Play-off
| Sezóna  | Tým             | Liga    | Z  | V  | P | R | MIN  | OG | POG  | ChS | %ChS  | ČK | G | A | TM |
| ------- | --------------- | ------- | -- | -- | - | - | ---- | -- | ---- | --- | ----- | -- | - | - | -- |
| 2008/09 | Graz 99ers      | EBEL    | 1  | 0  | 0 | 0 | 20   | 2  | 6,00 | 12  | 85,71 | 0  | 0 | 0 | 0  |
| 2009/10 | Graz 99ers      | EBEL    | 2  | 1  | 1 | 0 | 120  | 6  | 3,00 | 57  | 90,48 | 0  | 0 | 0 | 0  |
| 2010/11 | Graz 99ers      | EBEL    | 4  | 0  | 3 | 1 | 244  | 15 | 3,69 | 118 | 88,72 | 0  | 0 | 0 | 0  |
| 2012/13 | Vienna Capitals | EBEL    | 2  | 1  | 0 | 0 | 92   | 1  | 0,65 | 39  | 97,50 | 0  | 0 | 0 | 0  |
| 2014/15 | Ritten Sport    | Serie A | 16 | 11 | 5 | 0 | 1060 | 36 | 2,12 | 412 | 91,96 | 1  | 0 | 0 | 0  |

### Reprezentační statistiky
| Sezóna | Tým      | Akce         | Z | V | P | R | MIN | OG | POG  | ChS | %ChS  | ČK | G | A | TM |
| ------ | -------- | ------------ | - | - | - | - | --- | -- | ---- | --- | ----- | -- | - | - | -- |
| 2005   | Rakousko | MS 18' (D1A) | 3 | 1 | 2 | 0 | 106 | 12 | 6,80 | 44  | 78,57 | 0  | 0 | 0 | 0  |
| 2007   | Rakousko | MSJ (D1B)    | 1 | 0 | 1 | 0 | 39  | 3  | 4,59 | 19  | 86,36 | 0  | 0 | 0 | 0  |
| 2011   | Rakousko | MS           | 4 | 1 | 2 | 0 | 220 | 13 | 3,55 | 113 | 89,68 | 0  | 0 | 0 | 0  |
| 2012   | Rakousko | MS (D1A)     | 1 | 0 | 1 | 0 | 59  | 3  | 3,03 | 25  | 89,29 | 0  | 0 | 0 | 0  |

Legenda
- Z - Odehrané zápasy (Zápasy)
- V - Počet vyhraných zápasů (Vítězství)
- P - Počet prohraných zápasů (Porážky)
- R/PVP - Počet remíz respektive porážek v prodloužení zápasů (Remízy/Porážky v prodloužení)
- MIN - Počet odchytaných minut (Minuty)
- OG - Počet obdržených branek (Obdržené góly)
- ČK - Počet vychytaných čistých kont (Čistá konta)
- POG - Průměr obdržených branek (Průměr obdržených gólů)
- G - Počet vstřelených branek (Góly)
- A - Počet přihrávek na branku (Asistence)
- ChS - Počet chycených střel (Chycené střely)
- %CHS - % chycených střel (% chycených střel)